# Alen Panow

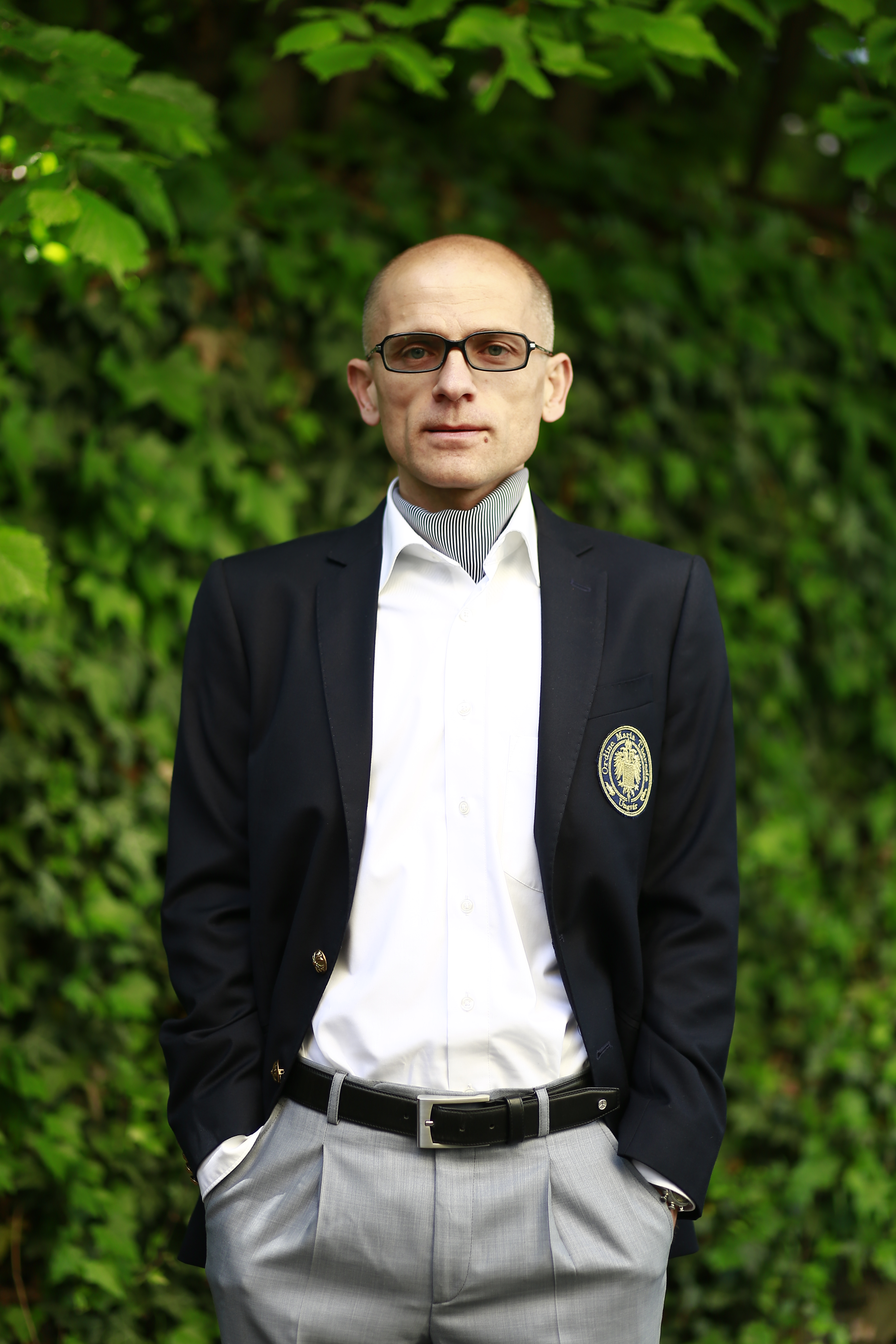
Alen Panow (2019)

Alen Wolodymyrowytsch Panow (ukrainisch Ален Володимирович Панов; * 14. Februar 1978 in Berehowe, Transkarpatien) ist ein ukrainischer Diplomat, Rechtsanwalt, Zivilaktivist und Lehrstuhlinhaber für internationale Politik an der Fakultät für internationale Wirtschaftsbeziehungen der Nationalen Universität Uschhorod.

## Werdegang
Er erhielt einen Master of Laws und einen Doktortitel in Geschichte an der Nationalen Universität Uschhorod. Er begann seine berufliche Tätigkeit als Lehrer und Universitätsdozent. Seit 1999 ist er Ständiger Nationaler Vertreter (Missionsleiter) bei der Euroregion Karpaten, der ersten internationalen regionalen Organisation in den postsozialistischen Ländern Mittel- und Osteuropas, die 23 Regionen in Polen, Rumänien, der Slowakei und der Ukraine umfasst. Im Jahr 2002 wurde er stellvertretender Bürgermeister von Uschhorod. Seit 2006 war er Konsul der Ukraine in Ungarn, mit Sitz in Nyíregyháza. Während seiner diplomatischen Mission gewann er vor einem ungarischen Gericht einen Prozess über die Einschränkung der Rechte ukrainischer Staatsbürger beim Kleinen Grenzübertritt. Dies war der erste Präzedenzfall in der konsularischen Praxis der Ukraine und der Europäischen Union, der später vom Europäischen Gerichtshof bestätigt wurde.
Seit 2010 ist er Professor und Leiter des Lehrstuhls für Internationale Politik an der Nationalen Universität Uschhorod, Autor von 16 Monographien und Büchern. Er ist Ausländisches Mitglied der Ungarischen Akademie der Wissenschaften. Seit 2011 ist er Leiter der ukrainischen Diplomatenkammer von Zakarpattia. Er ist Autor der Idee und Initiator des Gartenplatzes von Maria Theresia in Uschhorod, des ersten privaten Gartenplatzes in der Ukraine. Er ist Autor des Konzepts der Uschhorod-Renaissance, in dessen Rahmen er sich mit der Restaurierung der alten Herrenhäuser auf dem historischen Schlossberg befasst.